# Стадион Кингсхолм
Стадион Кингсхолм, који се налази у Глостеру граду у Енглеској, рагби је стадион и дом премијерлигаша Глостера. Овај стадион има капацитет од 16.500 седећих места. На овом стадиону у прошлости је играла рагби репрезентација Енглеске, а овде је одиграна и утакмица светског првенства 1991. Сједињене Америчке Државе - Нови Зеланд. Четири утакмице светског првенства 2015. одигране су на овом стадиону.